# 维克安泽国际象棋超级大赛

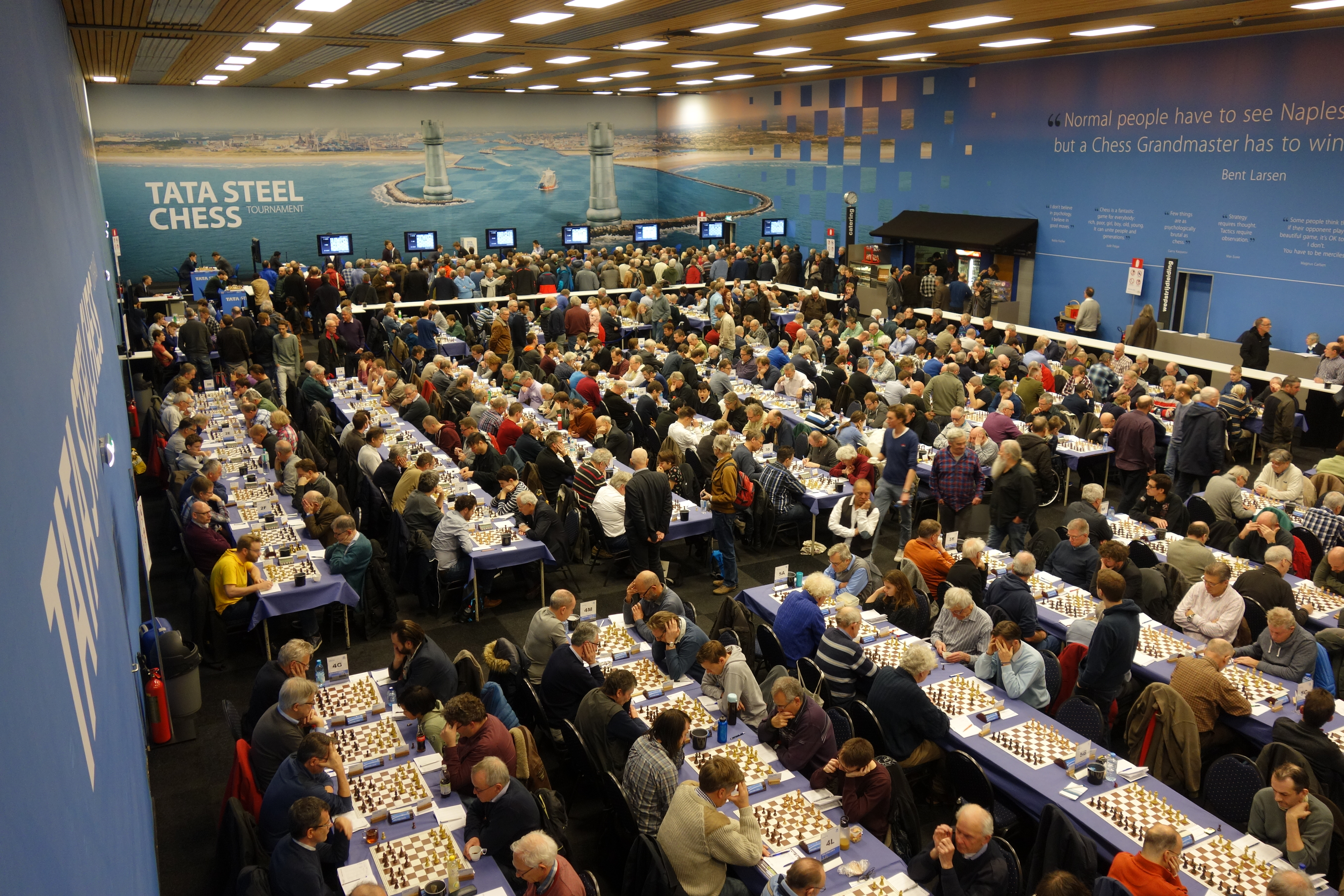
T维克安泽国际象棋超级大赛 2017

维克安泽国际象棋超级大赛（國際通用名稱為「康力斯國際象棋大賽」（Corus chess tournament）），國際級大型國際象棋比賽，通常每年一月份，在荷兰北荷蘭省貝弗韋克（荷蘭語：Beverwijk）行政區維克安澤（荷蘭語：Wijk aan Zee）城鎮舉行。
首屆於1938年舉辦，當時仍屬荷蘭地方小型比賽，1945年因二戰曾停辦一年，1946年重新舉辦，擴展成為國際比賽，早期在貝弗韋克城鎮舉辦，1968年以後移師至鄰近的維克安澤城鎮至今。1999年以前本大賽被稱為「霍高文斯大賽」（Hoogovens tournament）。1999年10月6日，主力贊助商「皇家霍高文斯公司」（Koninklijke Hoogovens）與英國鋼業（Britsh Stell）合併成立「康力斯集團」（Corus Group）後更名為「康力斯國際象棋大賽」（中文名稱以舉辦地點命名）。

## 歷屆冠军（最强组）

### 霍高文斯大賽

#### 貝弗韋克城鎮時期
- 1938年 - Philip Bakker
- 1939年 - Nicolaas Cortlever
- 1940年 - 马克斯·尤伟
- 1941年 - Arthur Wijnans
- 1942年 - 马克斯·尤伟
- 1943年 - Arnold van den Hoek
- 1944年 - Theo van Scheltinga
- 1945年 - 停辦
- 1946年 - Alberic O'Kelly de Galway
- 1947年 - Theo van Scheltinga
- 1948年 - Lodewijk Prins
- 1949年 - 萨维利·塔塔科维
- 1950年 - Jan Hein Donner
- 1951年 - Herman Pilnik
- 1952年 - 马克斯·尤伟
- 1953年 - Nicolas Rossolimo
- 1954年 - Hans Bouwmeester 和 瓦斯加·彼尔茨
- 1955年 - Bora Milic
- 1956年 - 吉德翁·斯托尔贝里
- 1957年 - Aleksandar Matanović
- 1958年 - 马克斯·尤伟 和 Jan Hein Donner
- 1959年 - 弗里德里克·奥拉夫松
- 1960年 - 本特·拉尔森 和 提格兰·彼得罗相
- 1961年 - 本特·拉尔森 和 鲍里斯拉夫·伊夫科夫
- 1962年 - Petar Trifunović
- 1963年 - Jan Hein Donner
- 1964年 - 保罗·凯列斯 和 Iivo Nei
- 1965年 - 波尔蒂施·拉约什 和 叶菲姆·盖勒
- 1966年 - 列夫·波卢加耶夫斯基
- 1967年 - 鲍里斯·斯帕斯基

#### 維克安澤城鎮時期
- 1968年 - 维克多·科尔奇诺伊
- 1969年 - 米哈伊尔·博特温尼克 和 叶菲姆·盖勒
- 1970年 - 马克·泰马诺夫
- 1971年 - 维克多·科尔奇诺伊
- 1972年 - 波尔蒂施·拉约什
- 1973年 - 米哈伊尔·塔尔
- 1974年 - Walter Browne
- 1975年 - 波尔蒂施·拉约什
- 1976年 - 柳博米尔·柳博耶维奇 和 弗里德里克·奥拉夫松
- 1977年 - Genna Sosonko 和 叶菲姆·盖勒
- 1978年 - 波尔蒂施·拉约什
- 1979年 - 列夫·波卢加耶夫斯基
- 1980年 - Walter Browne 和 亚西尔·塞拉万
- 1981年 - Genna Sosonko 和 扬·蒂曼
- 1982年 - 约翰·纳恩 和 Yuri Balashov
- 1983年 - 乌尔夫·安德松
- 1984年 - 亚历山大·别利亚夫斯基 和 维克多·科尔奇诺伊
- 1985年 - 扬·蒂曼
- 1986年 - 奈杰尔·肖特
- 1987年 - 奈杰尔·肖特 和 维克多·科尔奇诺伊
- 1988年 - 阿納托利·卡爾波夫
- 1989年 - 维斯瓦纳坦·阿南德，Predrag Nikolić，Zoltan Ribli 和 Gyula Sax
- 1990年 - 约翰·纳恩
- 1991年 - 约翰·纳恩
- 1992年 - 鲍里斯·格尔凡德 和 瓦列里·萨洛夫
- 1993年 - 阿納托利·卡爾波夫
- 1994年 - Predrag Nikolić
- 1995年 - 阿列克谢·德列耶夫
- 1996年 - 瓦西里·伊万丘克
- 1997年 - 瓦列里·萨洛夫
- 1998年 - 弗拉基米尔·鲍里索维奇·克拉姆尼克 和 维斯瓦纳坦·阿南德
- 1999年 - 加里·基莫维奇·卡斯帕罗夫

### 康力斯大賽
- 2000年 - 加里·基莫维奇·卡斯帕罗夫
- 2001年 - 加里·基莫维奇·卡斯帕罗夫
- 2002年 - 阿列克谢·德列耶夫
- 2003年 - 维斯瓦纳坦·阿南德
- 2004年 - 维斯瓦纳坦·阿南德
- 2005年 - 彼得·列科
- 2006年 - 维塞林·托帕洛夫 和 维斯瓦纳坦·阿南德
- 2007年 - 列冯·阿罗尼扬，泰穆尔·拉迪亚波夫 和 维塞林·托帕洛夫
- 2008年 - 列冯·阿罗尼扬 和 馬格努斯·卡爾森
- 2009年 - 谢尔盖·卡尔亚金
- 2010年 - 馬格努斯·卡爾森

### 塔塔钢铁大赛
- 2011年－中村光
- 2012年－列冯·阿罗尼扬
- 2013年－马格努斯·卡尔森
- 2014年－列冯·阿罗尼扬
- 2015年－马格努斯·卡尔森
- 2016年－马格努斯·卡尔森
- 2024年－韦奕